# Copa de Francia de Fútbol 2021-22
La Copa de Francia de fútbol 2021-22 fue la edición número 105 de la Copa de Francia, competición de eliminación directa entre los clubes de fútbol aficionado y profesional afiliados del Sistema de ligas de fútbol de Francia de la Federación Francesa de Fútbol. El número exacto de clubes participantes varía cada año, pero se puede estimar en más de 7 000.
El ganador del torneo fue el equipo FC Nantes que derrotó al OGC Niza.

## Desarrollo de la competición
La competición se divide en trece rondas más una final en la que cada liga entra en juego.
- Los clubes de los niveles departamentales ingresan en la primera ronda, con algunas excepciones dependiendo del número de clubes por distrito.
- Los clubes que juegan en las ligas regionales ingresan en la segunda ronda, con algunas excepciones dependiendo del número de clubes por liga.
- Los clubes del Championnat National 3 entran en competición en la tercera ronda.
- Los clubes del Championnat National 2 entran en competición en la cuarta ronda.
- Los clubes del Championnat National entran en competición en la quinta ronda.
- La Ligue 2 y los clubes de la Francia de ultramar compiten en la séptima ronda.
- Finalmente, los clubes de la Ligue 1, así como el campeón defensor, si no juega en la Ligue 1, entran en competición en la novena ronda (treintidosavos de final).

Estas primeras seis rondas están organizadas por las ligas regionales. Cada liga tiene un número de clasificatorios, estable durante varios años, definido según el número de clubes inscritos y el número de equipos que participan en las competiciones nacionales. Dependiendo de esta distribución, gestionan la organización de las seis primeras rondas, a veces con una ronda preliminar.
Las llaves se juegan a un solo partido en casa del equipo de menor categoría siempre y cuando la diferencia sea de dos divisiones. Si ambos equipos son de la misma liga o la diferencia es de una división, el sorteo definirá el local. En caso de empate al final del tiempo reglamentario se llevan a cabo tiros desde el punto penal.

## Calendario
El calendario es el siguiente:
|                                                                                               | Ronda                          | Fecha                         | Equipos participantes | Siguiente ronda |
| Primera fase (2021)                                                                           |                                |                               |                       |                 |
| Eliminatorias previas. Entran en esta ronda todos los equipos por debajo la quinta división   |                                |                               |                       |                 |
| 0                                                                                             | Ronda preliminar               | Fechas regionales             | 80                    | 40              |
| 1                                                                                             | Primera ronda                  | Fechas regionales             | 5888                  | 2944            |
| 2                                                                                             | Segunda ronda                  | Fechas regionales             | 3916                  | 1958            |
| Entran en esta ronda 168 clubes de la National 3 (quinta división)                            |                                |                               |                       |                 |
| 3                                                                                             | Tercera ronda                  | 18 y 19 de septiembre de 2021 | 2162                  | 1081            |
| Entran en esta ronda de los 51 clubes de la National 2 (cuarta división)                      |                                |                               |                       |                 |
| 4                                                                                             | Cuarta ronda                   | 2 y 3 de octubre de 2021      | 1132                  | 566             |
| Entran en esta ronda de los 18 clubes del Championnat National (tercera división)             |                                |                               |                       |                 |
| 5                                                                                             | Quinta ronda                   | 16 y 17 de octubre de 2021    | 584                   | 292             |
| 6                                                                                             | Sexta ronda                    | 30 y 31 de octubre de 2021    | 292                   | 146             |
| Entran en esta ronda los 19 clubes de Ligue 2 Y 10 clubes de las ligas de Francia de ultramar |                                |                               |                       |                 |
| 7                                                                                             | Séptima ronda                  | 12 y 13 de noviembre de 2021  | 176                   | 88              |
| 8                                                                                             | Octava ronda                   | 25 y 26 de noviembre de 2021  | 88                    | 44              |
| Fase final (2021)                                                                             |                                |                               |                       |                 |
| Entran en esta ronda los 20 clubes de Ligue 1                                                 |                                |                               |                       |                 |
| 9                                                                                             | Treintaidosavos de final       | 17 y 18 de diciembre de 2021  | 64                    | 32              |
| 10                                                                                            | Dieciseisavos de final         | 2 y 3 de enero de 2022        | 32                    | 16              |
| 11                                                                                            | Octavos de final               | 29 y 30 de enero de 2022      | 16                    | 8               |
| 12                                                                                            | Cuartos de final               | 8 y 9 de febrero de 2022      | 8                     | 4               |
| 13                                                                                            | Semifinales                    | 1 y 2 de marzo de 2022        | 4                     | 2               |
| 14                                                                                            | Final en el Estadio de Francia | 8 de mayo de 2022             | 2                     | Campeón         |

## Resultados

### Clubes profesionales eliminados por clubes aficionados
Los clubes que se encuentran en la categoría Championnat National y no logran ascender en un máximo de 3 temporadas a la Ligue 2, pierden el estatus de club profesional. Estos son los resultados de equipos no profesionales que lograron ganarle a los que en la edición 2021-22 tienen la condición de profesional.
| Ronda                    | Club profesional                | Club sin la categoría profesional | diferencia de categorías |
| ------------------------ | ------------------------------- | --------------------------------- | ------------------------ |
| 8 Ronda                  | Bourg-en-Bresse (National)      | Jura Sud Foot (National 2)        | 1                        |
| 8 Ronda                  | Rodez AF (Ligue 2)              | AS Cannes (National 3)            | 3                        |
| 8 Ronda                  | FC Bastia-Borgo (National)      | ES Cannet-Rocheville (National 3) | 2                        |
| 8 Ronda                  | FC Chambly Oise (National)      | AS Beauvais Oise (National 2)     | 1                        |
| 8 Ronda                  | Le Havre AC (Ligue 2)           | US Chauvigny (National 3)         | 3                        |
| 8 Ronda                  | US Orléans (National)           | Stade Poitevin FC (National 3)    | 2                        |
| Treintaidosavos de final | Angers SCO (Ligue 1)            | ESA Linas-Montlhéry (National 3)  | 4                        |
| Treintaidosavos de final | FC Metz (Ligue 1)               | Bergerac Périgord FC (National 2) | 3                        |
| Treintaidosavos de final | Dijon FCO (Ligue 2)             | AS Cannes (National 3)            | 3                        |
| Dieciseisavos de final   | US Créteil-Lusitanos (National) | Bergerac Périgord FC (National 2) | 1                        |
| Octavos de final         | Toulouse FC (Ligue 2)           | FC Versailles 78 (National 2)     | 2                        |
| Octavos de final         | AS Saint-Étienne (Ligue 1)      | Bergerac Périgord FC (National 2) | 3                        |

## Equipos clasificados a octavos de final
| Clubes clasificados    | Clubes clasificados        | Clubes clasificados       | Clubes clasificados   |
| ---------------------- | -------------------------- | ------------------------- | --------------------- |
| Stade Brestois (L1)    | Olympique de Marsella (L1) | AS Monaco (L1)            | Montpellier HSC (L1)  |
| FC Nantes (L1)         | OGC Niza (L1)              | París Saint-Germain (L1)  | RC Lens (L1)          |
| Stade de Reims (L1)    | AS Saint-Étienne (L1)      | Amiens SC (L2)            | SC Bastia (L2)        |
| AS Nancy-Lorraine (L2) | Toulouse FC (L2)           | Bergerac Périgord FC (N2) | FC Versailles 78 (N2) |

## Cuadro de desarrollo
Se realiza un sorteo en cada fase. 
|  | Octavos de final           | Octavos de final        |                         |       | Cuartos de final | Cuartos de final |  |  | Semifinales | Semifinales |  |  | Final | Final |
|  |                            |                         |                         |       |                  |                  |  |  |             |             |  |  |       |       |
|  | 31 de enero – París        |                         |                         |       |                  |                  |  |  |             |             |  |  |       |       |
|  |                            |                         |                         |       |                  |                  |  |  |             |             |  |  |       |       |
|  | París Saint-Germain        | 0 (5)                   |                         |       |                  |                  |  |  |             |             |  |  |       |       |
|  | París Saint-Germain        | 0 (5)                   | 9 de febrero – Niza     |       |                  |                  |  |  |             |             |  |  |       |       |
|  | OGC Niza (p.)              | 0 (6)                   |                         |       |                  |                  |  |  |             |             |  |  |       |       |
|  | OGC Niza (p.)              | 0 (6)                   | OGC Niza                | 4     |                  |                  |  |  |             |             |  |  |       |       |
|  | 29 de enero – Marsella     |                         | OGC Niza                | 4     |                  |                  |  |  |             |             |  |  |       |       |
|  |                            | Olympique de Marsella   | 1                       |       |                  |                  |  |  |             |             |  |  |       |       |
|  | Olympique de Marsella (p.) | Olympique de Marsella   | 1                       | 1 (5) |                  |                  |  |  |             |             |  |  |       |       |
|  | Olympique de Marsella (p.) |                         | 1 de marzo - Niza       | 1 (5) |                  |                  |  |  |             |             |  |  |       |       |
|  | Montpellier HSC            | 1 (4)                   |                         |       |                  |                  |  |  |             |             |  |  |       |       |
|  | Montpellier HSC            | 1 (4)                   | OGC Niza                | 2     |                  |                  |  |  |             |             |  |  |       |       |
|  | 30 de enero – Périgueux    |                         | OGC Niza                | 2     |                  |                  |  |  |             |             |  |  |       |       |
|  |                            | FC Versailles           | 0                       |       |                  |                  |  |  |             |             |  |  |       |       |
|  | Bergerac Périgord FC       | FC Versailles           | 0                       | 1     |                  |                  |  |  |             |             |  |  |       |       |
|  | Bergerac Périgord FC       | 9 de febrero – Bergerac |                         | 1     |                  |                  |  |  |             |             |  |  |       |       |
|  | AS Saint-Étienne           | 0                       |                         |       |                  |                  |  |  |             |             |  |  |       |       |
|  | AS Saint-Étienne           | 0                       | Bergerac Périgord FC    | 1 (4) |                  |                  |  |  |             |             |  |  |       |       |
|  | 29 de enero – Toulouse     |                         | Bergerac Périgord FC    | 1 (4) |                  |                  |  |  |             |             |  |  |       |       |
|  |                            | FC Versailles (p.)      | 1 (5)                   |       |                  |                  |  |  |             |             |  |  |       |       |
|  | Toulouse FC                | FC Versailles (p.)      | 1 (5)                   | 0     |                  |                  |  |  |             |             |  |  |       |       |
|  | Toulouse FC                |                         | 7 de mayo - Saint-Denis | 0     |                  |                  |  |  |             |             |  |  |       |       |
|  | FC Versailles              | 1                       |                         |       |                  |                  |  |  |             |             |  |  |       |       |
|  | FC Versailles              | 1                       | OGC Niza                | 0     |                  |                  |  |  |             |             |  |  |       |       |
|  | 28 de enero – Nantes       |                         | OGC Niza                | 0     |                  |                  |  |  |             |             |  |  |       |       |
|  |                            | FC Nantes               | 1                       |       |                  |                  |  |  |             |             |  |  |       |       |
|  | FC Nantes                  | FC Nantes               | 1                       | 2     |                  |                  |  |  |             |             |  |  |       |       |
|  | FC Nantes                  | 10 de febrero – Nantes  |                         | 2     |                  |                  |  |  |             |             |  |  |       |       |
|  | Stade Brest                | 0                       |                         |       |                  |                  |  |  |             |             |  |  |       |       |
|  | Stade Brest                | 0                       | FC Nantes               | 2     |                  |                  |  |  |             |             |  |  |       |       |
|  | 29 de enero – Reims        |                         | FC Nantes               | 2     |                  |                  |  |  |             |             |  |  |       |       |
|  |                            | SC Bastia               | 0                       |       |                  |                  |  |  |             |             |  |  |       |       |
|  | Stade de Reims             | SC Bastia               | 0                       | 1 (3) |                  |                  |  |  |             |             |  |  |       |       |
|  | Stade de Reims             |                         | 2 de marzo - Nantes     | 1 (3) |                  |                  |  |  |             |             |  |  |       |       |
|  | SC Bastia (p.)             | 1 (5)                   |                         |       |                  |                  |  |  |             |             |  |  |       |       |
|  | SC Bastia (p.)             | 1 (5)                   | FC Nantes (p.)          | 2 (4) |                  |                  |  |  |             |             |  |  |       |       |
|  | 30 de enero – Lens         |                         | FC Nantes (p.)          | 2 (4) |                  |                  |  |  |             |             |  |  |       |       |
|  |                            | AS Mónaco               | 2 (2)                   |       |                  |                  |  |  |             |             |  |  |       |       |
|  | Racing Lens                | AS Mónaco               | 2 (2)                   | 2     |                  |                  |  |  |             |             |  |  |       |       |
|  | Racing Lens                | 8 de febrero – Mónaco   |                         | 2     |                  |                  |  |  |             |             |  |  |       |       |
|  | AS Mónaco                  | 4                       |                         |       |                  |                  |  |  |             |             |  |  |       |       |
|  | AS Mónaco                  | 4                       | AS Mónaco               | 2     |                  |                  |  |  |             |             |  |  |       |       |
|  | 29 de enero – Nancy        |                         | AS Mónaco               | 2     |                  |                  |  |  |             |             |  |  |       |       |
|  |                            | Amiens SC               | 0                       |       |                  |                  |  |  |             |             |  |  |       |       |
|  | AS Nancy                   | Amiens SC               | 0                       | 0     |                  |                  |  |  |             |             |  |  |       |       |
|  | AS Nancy                   |                         |                         | 0     |                  |                  |  |  |             |             |  |  |       |       |
|  | Amiens SC                  | 2                       |                         |       |                  |                  |  |  |             |             |  |  |       |       |
|  | Amiens SC                  | 2                       |                         |       |                  |                  |  |  |             |             |  |  |       |       |

Nota: las banderas son proposiciones representativas por región, departamento o territorio histórico. En Francia no es habitual utilizar banderas de las regiones o departamentos. 

### Octavos de final
| 28 de enero de 2022 | Nantes (1)    | 2:0 (1:0) | Stade Brestois (1) | Stade de la Beaujoire, Nantes |                            |
| 21:00 (HEC)         | Blas 25', 53' | Reporte   |                    | Árbitro(s): Benoît Bastien    | Árbitro(s): Benoît Bastien |

| 29 de enero de 2022 | Nancy-Lorraine (2) | 0:2 (0:2) | Amiens (2)                    | Stade Marcel Picot, Nancy   |                             |
| 16:15 (HEC)         |                    | Reporte   | - 16' Lusamba - 39' Arokodare | Árbitro(s): Bastien Depechy | Árbitro(s): Bastien Depechy |

| 29 de enero de 2022 | Toulouse (2) | 0:1 (0:0) | Versailles (4) | Stadium Municipal, Toulouse |                           |
| 16:20 (HEC)         |              | Reporte   | - 73' K. Djoco | Árbitro(s): Jérémy Stinat   | Árbitro(s): Jérémy Stinat |

| 29 de enero de 2022 | Stade de Reims (1)                   | 1:1 (1:0) (3:5 p.)         | Bastia (2)                                     | Stade Auguste Delaune, Reims   |                                |
| 18:30 (HEC)         | - Ekitike 38'                        | Reporte                    | - 71' Salles-Lamonge                           | Árbitro(s): Stéphanie Frappart | Árbitro(s): Stéphanie Frappart |
|                     |                                      | Tiros desde el punto penal |                                                |                                |                                |
|                     | Ekitike · Hornby · Gravillon · Mbuku |                            | Taoui · Bocognano · Vincent · Magri · Santelli |                                |                                |

| 29 de enero de 2022 | Olympique de Marsella (1)                   | 1:1 (0:0) (5:4 p.)         | Montpellier (1)                              | Orange Vélodrome, Marsella |                           |
| 21:00 (HEC)         | Milik 74'                                   | Reporte                    | 80' Makouana                                 | Árbitro(s): Benoît Millot  | Árbitro(s): Benoît Millot |
|                     |                                             | Tiros desde el punto penal |                                              |                            |                           |
|                     | Rongier · Milik · Ünder · Guendouzi · Payet |                            | Sakho · Ristić · Leroy · S. Delaye · Chotard |                            |                           |

| 30 de enero de 2022 | Bergerac Périgord (4) | 1:0 (0:0) | Saint-Étienne (1) | Stade Francis-Rongiéras, Périgueux |                           |
| 18:30 (HEC)         | Escarpit 76'          | Reporte   |                   | Árbitro(s): Florent Batta          | Árbitro(s): Florent Batta |

| 30 de enero de 2022 | Lens (1)                    | 2:4 (1:3) | Mónaco (1)                                        | Stade Bollaert-Delelis, Lens |                             |
| 21:00 (HEC)         | - Saïd 45' - Kalimuendo 53' | Reporte   | - 18', 88' Ben Yedder - 26' Jean Lucas - 29' Diop | Árbitro(s): Eric Wattellier  | Árbitro(s): Eric Wattellier |

| 31 de enero de 2022 | París Saint-Germain (1)                                         | 0:0 (5:6 p.)               | Niza (1)                                                          | Parque de los Príncipes, París |                             |
| 21:15 (HEC)         |                                                                 | Reporte                    |                                                                   | Árbitro(s): Jérémie Pignard    | Árbitro(s): Jérémie Pignard |
|                     |                                                                 | Tiros desde el punto penal |                                                                   |                                |                             |
|                     | Messi · Mbappé · Paredes · Draxler · Verratti · Bernat · Simons |                            | Schneiderlin · Todibo · Atal · Delort · Gouiri · Guessand · Dante |                                |                             |

### Cuartos de final
| 8 de febrero de 2022 | Mónaco (1)                    | 2:0 (1:0) | Amiens (2) | Stade Louis II, Mónaco     |                            |
| 21:00 (HEC)          | - Tchouaméni 5' - Volland 54' | Reporte   |            | Árbitro(s): Amaury Delerue | Árbitro(s): Amaury Delerue |

| 9 de febrero de 2022 | Bergerac Périgord (4)                              | 1:1 (0:1) (4:5 p.)         | Versailles (4)                               | Stade Francis-Rongiéras, Périgueux |                            |
| 18:30 (HEC)          | Tressens 90'                                       | Reporte                    | 14' Diarrasouba                              | Árbitro(s): Jerôme Brisard         | Árbitro(s): Jerôme Brisard |
|                      |                                                    | Tiros desde el punto penal |                                              |                                    |                            |
|                      | Fachan · Escarpit · Ducros · Mingoua · Sahibeddine |                            | Vieira · Traoré · Brun · Diarrasouba · Diouf |                                    |                            |

| 9 de febrero de 2022 | Niza (1)                                      | 4:1 (2:1) | Olympique de Marsella (1) | Allianz Riviera, Niza    |                          |
| 21:15 (HEC)          | - Gouiri 10' - Kluivert 29', 49' - Delort 61' | Reporte   | - 3' (a.g.) Bard          | Árbitro(s): Ruddy Buquet | Árbitro(s): Ruddy Buquet |

| 10 de febrero de 2022 | Nantes (1)                  | 2:0 (1:0) | Bastia (2) | Stade de la Beaujoire, Nantes |                            |
| 21:00 (HEC)           | - Blas 3' (pen.) - Kolo 71' | Reporte   |            | Árbitro(s): Antony Gautier    | Árbitro(s): Antony Gautier |

### Semifinales
| 1 de marzo de 2022 | Niza (1)                   | 2:0 (0:0) | Versailles (4) | Allianz Riviera, Niza         |                               |
| 21:00 (HEC)        | - Gouiri 48' - Dolberg 73' | Reporte   |                | Árbitro(s): François Letexier | Árbitro(s): François Letexier |

| 2 de marzo de 2022 | Nantes (1)                                | 2:2 (1:1) (4:2 p.)         | Mónaco (1)                                 | Stade de la Beaujoire, Nantes |                            |
| 21:15 (HEC)        | - Sidibé 21' (a.g.) - Moutoussamy 74'     | Reporte                    | - 12' Maripán - 76' Boadu                  | Árbitro(s): Benoît Bastien    | Árbitro(s): Benoît Bastien |
|                    |                                           | Tiros desde el punto penal |                                            |                               |                            |
|                    | Kolo Muani · Merlin · Moutoussamy · Simon |                            | Ben Yedder · Disasi · Tchouaméni · Volland |                               |                            |

### Final
| 7 de mayo de 2022 | Niza (1) | 0:1 (0:0) | Nantes (1) | Stade de France, Saint-Denis                                   |                                                                |
| 21:00 (HEC)       |          | Reporte   | Blas 47'   | Asistencia: 78 000 espectadores Árbitro(s): Stéphanie Frappart | Asistencia: 78 000 espectadores Árbitro(s): Stéphanie Frappart |

#### Partido
| 1     | POR   | Marcin Bułka       |     |
| 23    | DEF   | Jordan Lotomba     |     |
| 25    | DEF   | Jean-Clair Todibo  |     |
| 4     | DEF   | Dante              |     |
| 26    | DEF   | Melvin Bard        | 86' |
| 8     | MED   | Pablo Rosario      | 63' |
| 19    | MED   | Khéphren Thuram    |     |
| 28    | MED   | Hicham Boudaoui    | 57' |
| 11    | MED   | Amine Gouiri       |     |
| 7     | DEL   | Andy Delort        |     |
| 9     | DEL   | Kasper Dolberg     | 63' |
| D. T. | D. T. | Christophe Galtier |     |

| 1     | POR   | Alban Lafont             |     |
| 21    | DEF   | Jean-Charles Castelletto |     |
| 3     | DEF   | Andrei Girotto           |     |
| 4     | DEF   | Nicolas Pallois          |     |
| 18    | MED   | Samuel Moutoussamy       |     |
| 5     | MED   | Pedro Chirivella         | 72' |
| 11    | MED   | Marcus Coco              | 83' |
| 29    | MED   | Quentin Merlin           |     |
| 10    | DEL   | Ludovic Blas             |     |
| 27    | DEL   | Moses Simon              | 73' |
| 23    | DEL   | Randal Kolo Muani        |     |
| D. T. | D. T. | Antoine Kombouaré        |     |

| 21 | DEL | Justin Kluivert | 57' |
| 14 | MED | Billal Brahimi  | 63' |
| 18 | MED | Mario Lemina    | 63' |
| 24 | DEL | Evann Guessand  | 86' |

| 8  | MED | Wylan Cyprien | 72' |
| 26 | DEL | Osman Bukari  | 73' |
| 2  | DEF | Fábio         | 83' |

| 47' | Ludovic Blas | 0:1 |

| 42' · 55' · 79' · 90+3' | Jean-Clair Todibo Hicham Boudaoui Dante Mario Lemina |

| 90+3' | Randal Kolo Muani |

| Principal  | Stéphanie Frappart |
| Asistentes | Mikaël Berchebru   |
|            | Benjamin Pagès     |
| Cuarto     | Willy Delajod      |

| VAR            | Jérémie Pignard |
| Asistentes VAR | Hamid Guenaoui  |

| Alineación inicial |

| 1     | POR   | Marcin Bułka       |     |
| 23    | DEF   | Jordan Lotomba     |     |
| 25    | DEF   | Jean-Clair Todibo  |     |
| 4     | DEF   | Dante              |     |
| 26    | DEF   | Melvin Bard        | 86' |
| 8     | MED   | Pablo Rosario      | 63' |
| 19    | MED   | Khéphren Thuram    |     |
| 28    | MED   | Hicham Boudaoui    | 57' |
| 11    | MED   | Amine Gouiri       |     |
| 7     | DEL   | Andy Delort        |     |
| 9     | DEL   | Kasper Dolberg     | 63' |
| D. T. | D. T. | Christophe Galtier |     |

| 1     | POR   | Alban Lafont             |     |
| 21    | DEF   | Jean-Charles Castelletto |     |
| 3     | DEF   | Andrei Girotto           |     |
| 4     | DEF   | Nicolas Pallois          |     |
| 18    | MED   | Samuel Moutoussamy       |     |
| 5     | MED   | Pedro Chirivella         | 72' |
| 11    | MED   | Marcus Coco              | 83' |
| 29    | MED   | Quentin Merlin           |     |
| 10    | DEL   | Ludovic Blas             |     |
| 27    | DEL   | Moses Simon              | 73' |
| 23    | DEL   | Randal Kolo Muani        |     |
| D. T. | D. T. | Antoine Kombouaré        |     |

| 21 | DEL | Justin Kluivert | 57' |
| 14 | MED | Billal Brahimi  | 63' |
| 18 | MED | Mario Lemina    | 63' |
| 24 | DEL | Evann Guessand  | 86' |

| 8  | MED | Wylan Cyprien | 72' |
| 26 | DEL | Osman Bukari  | 73' |
| 2  | DEF | Fábio         | 83' |

| 47' | Ludovic Blas | 0:1 |

| 42' · 55' · 79' · 90+3' | Jean-Clair Todibo Hicham Boudaoui Dante Mario Lemina |

| 90+3' | Randal Kolo Muani |

| Principal  | Stéphanie Frappart |
| Asistentes | Mikaël Berchebru   |
|            | Benjamin Pagès     |
| Cuarto     | Willy Delajod      |

| VAR            | Jérémie Pignard |
| Asistentes VAR | Hamid Guenaoui  |

| Alineación inicial |

| 1     | POR   | Marcin Bułka       |     |
| 23    | DEF   | Jordan Lotomba     |     |
| 25    | DEF   | Jean-Clair Todibo  |     |
| 4     | DEF   | Dante              |     |
| 26    | DEF   | Melvin Bard        | 86' |
| 8     | MED   | Pablo Rosario      | 63' |
| 19    | MED   | Khéphren Thuram    |     |
| 28    | MED   | Hicham Boudaoui    | 57' |
| 11    | MED   | Amine Gouiri       |     |
| 7     | DEL   | Andy Delort        |     |
| 9     | DEL   | Kasper Dolberg     | 63' |
| D. T. | D. T. | Christophe Galtier |     |

| 1     | POR   | Alban Lafont             |     |
| 21    | DEF   | Jean-Charles Castelletto |     |
| 3     | DEF   | Andrei Girotto           |     |
| 4     | DEF   | Nicolas Pallois          |     |
| 18    | MED   | Samuel Moutoussamy       |     |
| 5     | MED   | Pedro Chirivella         | 72' |
| 11    | MED   | Marcus Coco              | 83' |
| 29    | MED   | Quentin Merlin           |     |
| 10    | DEL   | Ludovic Blas             |     |
| 27    | DEL   | Moses Simon              | 73' |
| 23    | DEL   | Randal Kolo Muani        |     |
| D. T. | D. T. | Antoine Kombouaré        |     |

| 21 | DEL | Justin Kluivert | 57' |
| 14 | MED | Billal Brahimi  | 63' |
| 18 | MED | Mario Lemina    | 63' |
| 24 | DEL | Evann Guessand  | 86' |

| 8  | MED | Wylan Cyprien | 72' |
| 26 | DEL | Osman Bukari  | 73' |
| 2  | DEF | Fábio         | 83' |

| 47' | Ludovic Blas | 0:1 |

| 42' · 55' · 79' · 90+3' | Jean-Clair Todibo Hicham Boudaoui Dante Mario Lemina |

| 90+3' | Randal Kolo Muani |

| Principal  | Stéphanie Frappart |
| Asistentes | Mikaël Berchebru   |
|            | Benjamin Pagès     |
| Cuarto     | Willy Delajod      |

| VAR            | Jérémie Pignard |
| Asistentes VAR | Hamid Guenaoui  |

| Alineación inicial |

| 1     | POR   | Marcin Bułka       |     |
| 23    | DEF   | Jordan Lotomba     |     |
| 25    | DEF   | Jean-Clair Todibo  |     |
| 4     | DEF   | Dante              |     |
| 26    | DEF   | Melvin Bard        | 86' |
| 8     | MED   | Pablo Rosario      | 63' |
| 19    | MED   | Khéphren Thuram    |     |
| 28    | MED   | Hicham Boudaoui    | 57' |
| 11    | MED   | Amine Gouiri       |     |
| 7     | DEL   | Andy Delort        |     |
| 9     | DEL   | Kasper Dolberg     | 63' |
| D. T. | D. T. | Christophe Galtier |     |

| 1     | POR   | Alban Lafont             |     |
| 21    | DEF   | Jean-Charles Castelletto |     |
| 3     | DEF   | Andrei Girotto           |     |
| 4     | DEF   | Nicolas Pallois          |     |
| 18    | MED   | Samuel Moutoussamy       |     |
| 5     | MED   | Pedro Chirivella         | 72' |
| 11    | MED   | Marcus Coco              | 83' |
| 29    | MED   | Quentin Merlin           |     |
| 10    | DEL   | Ludovic Blas             |     |
| 27    | DEL   | Moses Simon              | 73' |
| 23    | DEL   | Randal Kolo Muani        |     |
| D. T. | D. T. | Antoine Kombouaré        |     |

| 21 | DEL | Justin Kluivert | 57' |
| 14 | MED | Billal Brahimi  | 63' |
| 18 | MED | Mario Lemina    | 63' |
| 24 | DEL | Evann Guessand  | 86' |

| 8  | MED | Wylan Cyprien | 72' |
| 26 | DEL | Osman Bukari  | 73' |
| 2  | DEF | Fábio         | 83' |

| 47' | Ludovic Blas | 0:1 |

| 42' · 55' · 79' · 90+3' | Jean-Clair Todibo Hicham Boudaoui Dante Mario Lemina |

| 90+3' | Randal Kolo Muani |

| Principal  | Stéphanie Frappart |
| Asistentes | Mikaël Berchebru   |
|            | Benjamin Pagès     |
| Cuarto     | Willy Delajod      |

| VAR            | Jérémie Pignard |
| Asistentes VAR | Hamid Guenaoui  |

| Alineación inicial |

## Campeón
|                      |
| Campeón F. C. Nantes |
| 4° título            |